# Markowa (obwód tarnopolski)
Markowa (ukr. Маркова) – wieś na Ukrainie w obwodzie tarnopolskim, w rejonie czortkowskim.
Do 2020 w rejonie monasterzyskim.
Wieś wchodziła w skład dóbr stołowych biskupów lwowskich. 
W II Rzeczypospolitej wieś w powiecie podhajeckim województwa tarnopolskiego.
W nocy z 14 na 15 stycznia oraz 22 grudnia 1944 nacjonaliści ukraińscy z OUN-UPA zamordowali tutaj 65 Polaków, w tym ks. Mikołaja Ferensa, z zakonu ojców kapucynów, przeniesionego do archidiecezji lwowskiej. Został on zarąbany siekierami. W czasie okupacji niemieckiej na plebanii w Markowej ukrywał Żydów, za co pośmiertnie w 2014 r. został odznaczony izraelskim medalem Sprawiedliwy wśród Narodów Świata.
Pomoc Żydom w Markowej niosła także polska rodzina Rafalskich (Paweł i Aniela oraz ich córki Maria i Bronisława), nagrodzona tytułami Sprawiedliwych wśród Narodów Świata w 1990 roku.